# Lễ hội phố hoa Hà Nội
Lễ hội phố hoa Hà Nội là một lễ hội được tổ chức tại phố Đinh Tiên Hoàng, cạnh bờ hồ Hoàn Kiếm. Đây là một lễ hội được chính quyền thành phố Hà Nội tổ chức lần đầu tiên vào ngày 1 tháng 1 năm 2009, vào dịp Tết Dương lịch nhằm quảng bá các sản phẩm hoa, cây cảnh. Nhiều người dân từ các tỉnh thành khác cũng đã đến Hà Nội, ra bờ hồ Hoàn Kiếm để được trực tiếp chiêm ngưỡng nghệ thuật sắp đặt hoa và các sản phẩm thủ công truyền thống.
Cho đến nay, Lễ hội phố hoa Hà Nội đã được tổ chức vào các mùa Tết các năm 2009, 2010, 2012.

## Lễ hội phố hoa Hà Nội 2009
Lễ kéo dài 4 ngày từ ngày 31/12/2008 đến 04/01/2009, tại đường Đinh Tiên Hoàng, xung quanh hồ Gươm và khu vực tượng đài Lý Thái Tổ . 

### Các loại hoa trong lễ hội

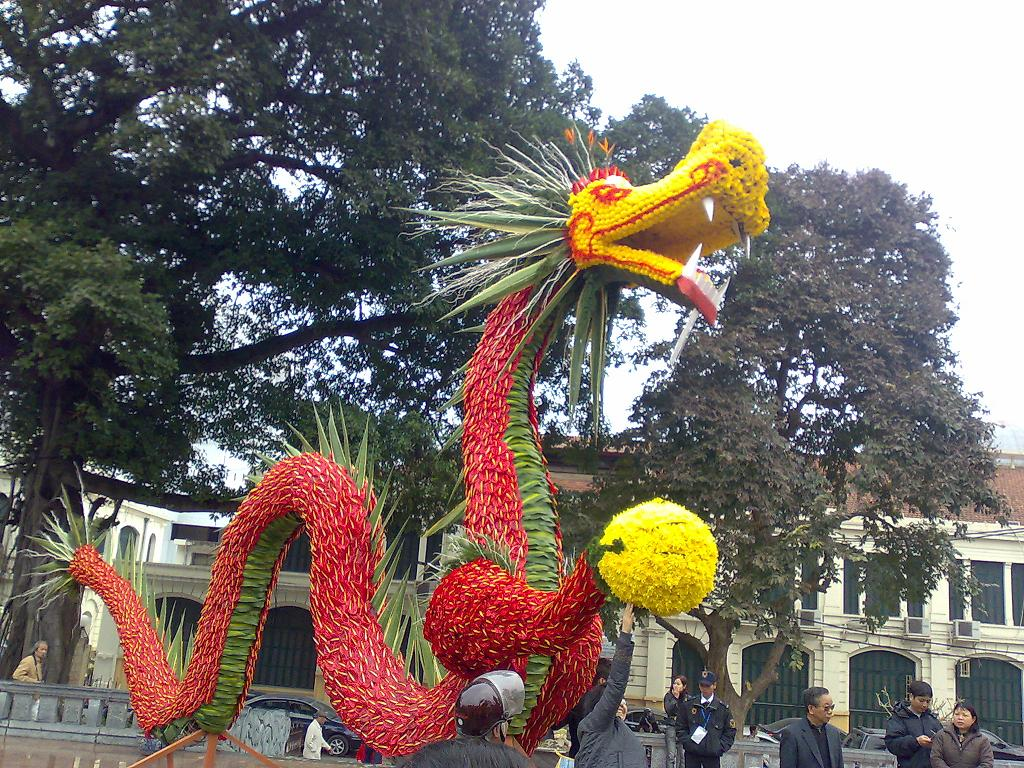
Rồng kết bằng hoa hồng môn tại lễ hội Phố hoa Hà Nội, 2009

Trong lễ hội phố hoa, rất nhiều luống hoa đẹp đã được hoàn thành dưới bàn tay tinh xảo của những nghệ nhân trang trí, cùng các mô hình như phố cổ Bát Tràng, trống đồng Đông Sơn. Trong lễ hội các hoạt đồn văn hóa khác cùng đồng loạt tổ chức: 
- Văn hóa Nhật: Điệu múa dân gian Nhật Yosakoi, múa nón hoa Hanagasa Ondo, kịch Nam kinh Tama Sudare, biểu diễn đàn Koto, đàn dây Samisen, nhạc cổ truyền bằng sáo trúc, thời trang Kimono và thời trang Tokyo... Ẩm thực Nhật được giới thiệu qua cách làm mỳ Soba.
- Văn hóa Việt: Công bố nhiều tài liệu có giá trị lịch sử của Hoàng thành Thăng Long, khu phố cổ Hà Nội, các gian hàng ẩm thực.

Vì các loài hoa của Hà Nội bị héo sau trận lụt lịch sử vào đầu tháng 11 năm 2008 nên các loài hoa được lấy từ nhiều nơi khác như: Hà Nam, Bắc Ninh, Đà Nẵng, TP Hồ Chí Minh... và có rất nhiều loài hoa còn lấy từ Trung Quốc, Thái Lan .

### Người dân đến chiêm ngưỡng và công tác an ninh
Người dân địa phương và từ khắp nơi ở Việt Nam đã đổ về bờ hồ Hoàn Kiếm để chiêm ngưỡng lễ hội phố hoa. Ban tổ chức và đội bảo vệ đã bố trí một số trạm gác để bảo đảm cho lễ hội được diễn ra tốt đẹp, an toàn. Chính quyền quận Hoàn Kiếm đã lập điểm trông giữ xe máy, ô tô, xe đạp để phục vụ cho người dân đi xem lễ hội. Tất cả các tuyến đường xung quanh hồ Hoàn Kiếm bị cấm các loại phương tiện lưu thông để phục vụ lễ hội.

### Phố hoa tan hoang sau lễ hội hoa
Một ngày sau khi khai mạc, phố hoa đã bị tan hoang do sự thiếu ý thức của những người dân đi xem hoa khiến nhiều luống hoa bị giập nát, héo úa do nhiều người dẫm lên cỏ để quay phim, chụp ảnh và thậm chí, hàng loạt người chủ yếu nam nữ thanh niên đã chen vào bẻ hoa, ai cũng muốn mình có một cánh hoa hay cành hoa, đã lao vào các cây cảnh hái hoa và lấy đi các đèn lồng,....
Các sự kiện đã gây phản cảm, ấn tượng không tốt về ý thức văn hóa người Hà Nội với các bạn nước ngoài, gây xôn xao dư luận trong nước. Lễ hội đã kết thúc trong một sự nuối tiếc của người dân tới xem, và biến phố hoa thành phố rác. Nhà văn Băng Sơn phát biểu: "Tôi cảm thấy buồn và xấu hổ. Người Hà Nội làm xấu Hà Nội đi. Bao nhiêu năm hội hoa ở Đà Lạt, ở TP HCM mà không phải làm hàng rào vẫn giữ được cho đến ngày cuối cùng" 
. Ông Đinh Trọng Hợi, cán bộ Văn phòng Công an thành phố Hà Nội đã thừa nhận: "Công tác an ninh đã làm hết sức nhưng chưa lường hết được số lượng người dân đến với Lễ hội đông như vậy. Ban tổ chức dự kiến Lễ hội thu hút khoảng 15.000 người nhưng ngay trong đêm khai mạc số người đến với Lễ hội đã tăng gấp 2 đến 3 lần".

## Lễ hội phố hoa Hà Nội 2010
Lễ hội đến tối 30 tháng 12 mới bắt đầu khai mạc, nhưng khu vực tượng đài Lý Thái Tổ và bờ hồ Hoàn Kiếm trước đó đã trở nên sôi động và nhộn nhịp. Nhiều nghệ nhân hoa, cây cảnh và nhiều người dân ở xung quanh đã sắp xếp những luống hoa thâu đêm để giúp phố hoa trở nên đẹp và có nhiều màu sắc hơn. Nhiều địa danh ở Hà Nội đã được dựng thành mô hình bằng tre, nứa như: Khuê Văn Các, chiếu dời đô của Lý Thái Tổ, cầu Long Biên, con số 1000 trên mặt nước hồ Hoàn Kiếm làm bằng hoa, mô hình xe xích lô chở hoa, mô hình tàu điện... Đặc biệt, mô hình cầu Long Biên cho phép người dân đi lại như trên cầu Long Biên thật ở đường Trần Nhật Duật, quận Ba Đình. Dưới cầu Long Biên là mô hình sông Hồng được dựng bằng tầm phông màn màu đỏ nâu, giống nước sông với một chiếc thuyền giả làm bằng gỗ. Theo Ban Tổ chức, Lễ hội phố hoa năm nay quy tụ khoảng 60 loại hoa được cắt cành, 80 loại hoa chậu, 30 loại cây màu tạo nền, hàng nghìn mét vuông cỏ, hàng nghìn khối cát và đá cuội. 

Vào đêm khai mạc, số người đến xem đã tăng lên bất ngờ, có khi phải gấp 2-3 lần so với buổi sáng và buổi chiều, mọi người chen lan nhau không ai chịu nhường ai cho nên việc mở cửa tự do xem lễ hội hoa đã phải lùi lại một ngày . Ban tổ chức đã huy động lực lượng an ninh hùng hậu, gồm: hàng trăm cảnh sát, bảo vệ, cựu chiến binh, thanh niên tình nguyện, dân phòng và bố trí dây chăng rào chung quanh hoa để bảo vệ hoa và bảo đảm an toàn cho lễ hội 

## Lễ hội phố hoa Hà Nội 2012
Lễ hội phố hoa 2012 với chủ đề "Hà Nội – Điểm hẹn phố và hoa 2012" được tổ chức từ ngày 30/12/2011 đến hết ngày 02/01/2012 tại vài trăm mét đường thuộc trục đường Đinh Tiên Hoàng, khu vực tượng đài Lý Thái Tổ. Lễ hội do Sở Văn hóa, Thể thao & Du lịch Hà Nội chịu trách nhiệm thực hiện, với sự tài trợ của Đại sứ quán Hà Lan, Tổng công ty CP Bia - Rượu – Nước giải khát Sài Gòn (SABECO) và Trung tâm thương mại mua sắm Nguyễn Kim – Tràng Thi . Tuy nhiên, phố hoa Hà Nội 2012 đã gây thất vọng vì hoa đã ít lại bị héo và bị du khách chê là sơ sài và đơn điệu nhất từ trước tới nay, và tuy vắng người xem nhưng những cảnh vượt rào chắn vào chụp ảnh lộn xộn vẫn còn .